# Radovan Žerjav
Radovan Žerjav (ur. 2 grudnia 1968 w Mariborze) – słoweński polityk, minister, przewodniczący Słoweńskiej Partii Ludowej.

## Życiorys
W 1993 ukończył studia z zakresu inżynierii chemicznej na Wydziale Technicznym Uniwersytetu Mariborskiego. W 2003 uzyskał magisterium na podstawie pracy poświęconej tematyce biopaliw. Od 1993 pracował w koncernie paliwowym Nafta Lendava, gdzie zaczynał jako inżynier, a w 1999 objął stanowisko dyrektora ds. rozwoju. Od 2002 był dyrektorem technicznym grupy Nafta Petrochem. W marcu 2007 powołano go na dyrektora spółki Nafta Biodizel.
We wrześniu tego samego roku objął urząd ministra transportu w rządzie Janeza Janšy. Funkcję tę pełnił przez rok. W wyborach w 2008 uzyskał mandat posła do Zgromadzenia Narodowego z listy Słoweńskiej Partii Ludowej. W 2009 stanął na czele tego ugrupowania. W 2011 ponownie został wybrany do parlamentu.
W lutym 2012 został ministrem gospodarki i technologii w drugim rządzie Janeza Janšy. W gabinecie tym pełnił też funkcję wicepremiera. Z funkcji ministerialnych odszedł w marcu 2013. W tym samym roku nowym przewodniczącym partii został Franc Bogovič.